# Elaine, Arkansas
Elaine là một thành phố thuộc quận Phillips, tiểu bang Arkansas, Hoa Kỳ. Năm 2010, dân số của thành phố này là 636 người.

## Dân số
- Dân số năm 2000: 865 người.
- Dân số năm 2010: 636 người.